# H2 (DBMS)
H2 è un gestore di basi di dati relazionale scritto in linguaggio Java con tecnologia in memory. Può essere incapsulato in applicazioni Java o eseguito in modalità client-server.
Il software è disponibile in licenza open source: Mozilla Public License 2.0 o nell'originale Eclipse Public License.

## Caratteristiche
Viene supportato un sottoinsieme di SQL (Structured Query Language) standard. Le API di programmazione principali sono SQL e JDBC, sebbene supporti anche l'uso degli ODBC di PostgreSQL agendo come un server di PostgreSQL..

## Storia
Lo sviluppo del motore partì a maggio 2004 e venne pubblicato per la prima volta a dicembre 2005 da Thomas Müller. Sviluppò anche la base di dati java Hypersonic SQL il cui progetto fu bloccato nel 2001 e il gruppo HSQLDB continuò a lavorare su di esso. Il nome H2 nasce come prosieguo di questo precedente lavoro sebbene non ne condivida il codice essendo stato riscritto da zero.
Viene utilizzato nell'applicazione proprietaria PTC Thingoworx dalla versione 7.2 (2017).